# Campionatul de fotbal din Bahamas
Campionatul de fotbal din Bahamas este un campionat de fotbal din zona CONCACAF.

## Cluburi actuale
- Baha Juniors FC
- Cavalier FC
- COB
- Dynamos FC
- FC Nassau
- IM Bears FC
- Lyford Cay Dragons FC
- Sharks FC
- United FC

## Foste campioane
- 1991/92 : Britam United
- 1992/93 : Britam United
- 1993/94 : Britam United
- 1994/95 : Britam United
- 1995/96 : Freeport F.C. 3-0 JS Johnson
- 1996/97 : Cavalier FC
- 1997/98 : Cavalier FC
- 1998/99 : Cavalier FC
- 1999/00 : Abacom United FC 2-1 Cavalier FC
- 2000/01 : Cavalier FC 2-1 Abacom United FC
- 2001/02 : finala nu s-a disputat
- 2002/03 : IM Bears FC 2-1 Abacom United FC
- 2003/04 : finala nu s-a disputat
- 2005 : necunoscut
- 2005/06 : finala nu s-a disputat
- 2008/09 : IM Bears FC
- 2009/10 : IM Bears FC

- 2022–23: Western Warriors SC
- 2023–24: Western Warriors SC